# Barraca de pedra Mas Vell
La Barraca de pedra Mas Vell és una obra de Tarragona protegida com a Bé Cultural d'Interès Local.

## Descripció
L'accés es realitza pel camí del mas Vell, que surt de l'antic camí del Catllar. L'antic camí del Catllar és actualment una pista asfaltada a la què s'accedeix per una bifurcació de la N-340, a la rotonda de la Mora. El nom de la barraca és desconegut. Està ubicada en un entorn amb els marges de pedra refets.
Es tracta d'una barraca de pedra seca, posteriorment cimentada a les juntes per evitar humitats. Aquesta presenta una planta quadrada de 4,5 m per costat, lliris a la coberta i porta amb arc de mig punt. L'interior està arrebossat i compta amb un banc de pedra, un pilaret d'obra i una antiga menjadora de ciment en un angle. A la part central del sostre hi ha un forat amb una llosa plana.